# Internationella Unionen för livsmedels-, njutningsmedels-, och lantarbetareförbund samt förbund inom hotell- och restaurangbranschen
Internationella Unionen för livsmedels-, njutningsmedels-, och lantarbetareförbund samt förbund inom hotell- och restaurangbranschen (IUF/UITA/IUL) är en internationell facklig organisation, bildad 1920. Den har dock sina rötter i Internationella federationen för tobaksarbetare som bildades 1889 och sammanslöt sig till IUF 1958. År 2005 hade IUF 336 medlemsförbund i 120 länder som representerade över 12 miljoner arbetare.
IUF:s internationella huvudkontor är beläget i Genève i Schweiz. Man har dock självständiga lokalkontor i Afrika, Asien, Västindien, Europa, Sydamerika och Nordamerika.